# Immortal Technique
Felipe Andres Coronel (nascido em 19 de fevereiro de 1978), mais conhecido pelo nome artístico Immortal Technique, é um rapper peruano-Americano, bem como um ativista urbano. Ele nasceu em Lima, Peru e foi criado em Harlem, Nova York.  A maioria das suas letras concentram-se em questões controversas na política global. As opiniões expressas em suas letras são em grande parte comentário sobre questões como a luta de classes, a pobreza, a religião, o governo e racismo institucional. Immortal Technique manifestou o desejo de manter o controle sobre a sua produção, e afirmou em sua música que as editoras e não os próprios artistas, lucram o máximo de produção em massa e comercialização da música. Ele afirmou numa entrevista ter vendido perto de um total combinado de 200 mil cópias de seus três lançamentos oficiais. .

## Discografia

### Álbuns
| Ano  | Titulo | Posicao nos Charts | Posicao nos Charts | Posicao nos Charts |
| Ano  | Titulo | US                 | US R&B             | US Rap             |
| ---- | --- | ------------------ | ------------------ | ------------------ |
| 2001 | Revolutionary Vol. 1 - Data de Lancamento: 14 Setembro, 2001 - Editora: - - Formato: CD, Download Digital                 | —                  | —                  | —                  |
| 2003 | Revolutionary Vol. 2 - Data de Lancamento: 18 Novembro, 2003 - Editora: Viper Records - Formato: CD, Download Digital, LP | —                  | —                  | —                  |
| 2004 | Revolutionary Vol. 1 - Re-edicao - Data de Lancamento: 2004 - Editora: Viper Records - Formato: CD                        | —                  | —                  | —                  |
| 2008 | The 3rd World - Data de Lancamento: 24 Junnho, 2008 - Editora: Viper Records - Formato: CD, Download Digital              | 99                 | 36                 | 12                 |
| PA   | The Middle Passage - Data de Lancamento: Por Anunciar - Editora: Viper Records - Formato: —                               | —                  | —                  | —                  |

### Compilações
- 2011: The Martyr

### Singles
| Ano  | Som                      | Álbum                     |
| ---- | ------------------------ | ------------------------- |
| 2001 | "Dance With the Devil"   | Revolutionary Vol. 1      |
| 2003 | "The Cause of Death"     | Revolutionary Vol. 2      |
| 2003 | "Industrial Revolution"  | Revolutionary Vol. 2      |
| 2004 | "The Point of No Return" | Revolutionary Vol. 2      |
| 2004 | "Bin Laden"              | Formato Vynil             |
| 2005 | "Caught in a Hustle"     | BAADASSSSS! Trilha Sonora |
| 2008 | "The 3rd World"          | The 3rd World             |